# Чемпіонат світу з легкої атлетики 2017 — біг на 400 метрів з бар'єрами (жінки)

Фінальний забіг

Змагання з бігу на 400 метрів з бар'єрами серед жінок на Чемпіонаті світу з легкої атлетики 2017 у Лондоні проходили 7-8 і 10 серпня на Олімпійському стадіоні.

## Рекорди
На початок змагань основні рекордні результати були такими:
| WR | Юлія Печонкіна Росія | 52,34 | Тула Росія       | 8 серпня 2003  |
| CR | Мелейн Вокер Ямайка  | 52,42 | Берлін Німеччина | 20 серпня 2009 |
| WL | Далайла Мухаммад США | 52,64 | Сакраменто США   | 25 червня 2017 |

## Розклад
| Дата           | Час початку | Стадія    |
| -------------- | ----------- | --------- |
| 7 серпня 2017  | 19:30       | Забіги    |
| 8 серпня 2017  | 20:35       | Півфінали |
| 10 серпня 2017 | 21:35       | Фінал     |

Вказаний місцевий час (UTC+0)

## Результати

### Забіги
Умови кваліфікації до наступного раунду: перші четверо з кожного забігу (Q) та четверо найшвидших за часом з тих, які посіли у забігах місця, починаючи з п'ятого (q).
Забіг 1
| Місце | Атлетка          | Країна            | Час   | Примітки |
| ----- | ---------------- | ----------------- | ----- | -------- |
| 1     | Далайла Мухаммад | США               | 54,59 | Q        |
| 2     | Сейдж Ватсон     | Канада            | 55,06 | Q        |
| 3     | Деніса Росолова  | Чехія             | 55,41 | Q, SB    |
| 4     | Спаркл Макнайт   | Тринідад і Тобаго | 55,46 | Q, SB    |
| 5     | Леа Нугент       | Ямайка            | 56,16 | q        |
| 6     | Сур'ян Ечаваррія | Куба              | 56,44 |          |
| 7     | Лорен Веллс      | Австралія         | 56,49 |          |

Забіг 2
| Місце | Атлетка           | Країна          | Час   | Примітки |
| ----- | ----------------- | --------------- | ----- | -------- |
| 1     | Зузана Гейнова    | Чехія           | 55,05 | Q        |
| 2     | Сара Петерсен     | Данія           | 55,23 | Q        |
| 3     | Касандра Тейт     | США             | 55,48 | Q        |
| 4     | Айоміде Фолорунсо | Італія          | 55,65 | Q, SB    |
| 5     | Йоанна Лінкевич   | Польща          | 56,18 | q        |
| 6     | Джессіка Тернер   | Велика Британія | 56,98 |          |
| 7     | Дебора Родрігес   | Уругвай         | 57,81 | SB       |
| 8     | Ясмін Гігер       | Швейцарія       | 57,72 |          |

Забіг 3
| Місце | Атлетка            | Країна      | Час     | Примітки |
| ----- | ------------------ | ----------- | ------- | -------- |
| 1     | Рістананна Трейсі  | Ямайка      | 54,92   | Q        |
| 2     | Петра Фонтанів     | Швейцарія   | 56,13   | Q        |
| 3     | Шам'єр Літтл       | США         | 56,18   | Q        |
| 4     | Агата Зупін        | Словенія    | 56,54   | Q        |
| 5     | Олена Колесниченко | Україна     | 56,88   |          |
| 6     | Амінат Юсуф Джамал | Бахрейн     | 57,41   |          |
| 7     | Джекі Бауманн      | Німеччина   | 57,59   |          |
| 8     | Крістіна Пронженко | Таджикистан | 1.03,44 |          |

Забіг 4
| Місце | Атлетка          | Країна             | Час     | Примітки |
| ----- | ---------------- | ------------------ | ------- | -------- |
| 1     | Корі Картер      | США                | 54,99   | Q        |
| 2     | Венда Нел        | ПАР                | 55,47   | Q        |
| 3     | Ейлід Дойл       | Велика Британія    | 55,49   | Q        |
| 4     | Джианна Вудрафф  | Панама             | 56,50   | Q        |
| 5     | Марція Каравеллі | Італія             | 56,92   |          |
| 6     | Вікторія Ткачук  | Україна            | 57,05   |          |
| 7     | Тіа-Адана Белль  | Барбадос           | 58,82   |          |
| 8     | Дріта Ісламі     | Північна Македонія | 1.00,38 |          |

Забіг 5
| Місце | Атлетка               | Країна          | Час   | Примітки |
| ----- | --------------------- | --------------- | ----- | -------- |
| 1     | Леа Шпрюнгер          | Швейцарія       | 55,14 | Q        |
| 2     | Ронда Вайт            | Ямайка          | 55,18 | Q        |
| 3     | Глорі Ономе Натаніель | Нігерія         | 55,30 | Q, PB    |
| 4     | Грейс Клакстон        | Пуерто-Рико     | 56,35 | Q        |
| 5     | Ядіслейдіс Педросо    | Італія          | 56,41 | q        |
| 6     | Меган Бізлі           | Велика Британія | 56,41 | q        |
| 7     | Амалі Юель            | Норвегія        | 56,42 |          |
| 8     | Ноель Монкалм         | Канада          | 57,45 |          |

### Півфінали
Умови кваліфікації до наступного раунду: перші двоє з кожного забігу (Q) та двоє найшвидших за часом з тих, які посіли у забігах місця, починаючи з третього (q).
Забіг 1
| Місце | Атлетка         | Країна            | Час   | Примітки |
| ----- | --------------- | ----------------- | ----- | -------- |
| 1     | Зузана Гейнова  | Чехія             | 54,59 | Q        |
| 2     | Корі Картер     | США               | 54,92 | Q        |
| 3     | Венда Нел       | ПАР               | 55,70 |          |
| 4     | Шам'єр Літтл    | США               | 55,76 |          |
| 5     | Петра Фонтанів  | Швейцарія         | 55,79 |          |
| 6     | Леа Нугент      | Ямайка            | 56,19 |          |
| 7     | Йоанна Лінкевич | Польща            | 56,25 |          |
| 8     | Спаркл Макнайт  | Тринідад і Тобаго | 56,59 |          |

Забіг 2
| Місце | Атлетка               | Країна          | Час   | Примітки  |
| ----- | --------------------- | --------------- | ----- | --------- |
| 1     | Рістананна Трейсі     | Ямайка          | 54,79 | Q         |
| 2     | Леа Шпрюнгер          | Швейцарія       | 54,82 | Q         |
| 3     | Касандра Тейт         | США             | 55,31 | q         |
| 4     | Сара Петерсен         | Данія           | 55,45 |           |
| 5     | Айоміде Фолорунсо     | Італія          | 56,47 |           |
| 6     | Меган Бізлі           | Велика Британія | 56,61 |           |
| 7     | Агата Зупін           | Словенія        | 57,05 |           |
|       | Глорі Ономе Натаніель | Нігерія         | DQ    | R163.3(а) |

Забіг 3
| Місце | Атлетка            | Країна          | Час   | Примітки  |
| ----- | ------------------ | --------------- | ----- | --------- |
| 1     | Далайла Мухаммад   | США             | 55,00 | Q         |
| 2     | Сейдж Ватсон       | Канада          | 55,05 | Q         |
| 3     | Ейлід Дойл         | Велика Британія | 55,33 | q         |
| 4     | Ядіслейдіс Педросо | Італія          | 55,95 |           |
| 5     | Грейс Клакстон     | Пуерто-Рико     | 56,40 |           |
| 6     | Деніза Росолова    | Чехія           | 56,40 |           |
| 7     | Джианна Вудрафф    | Панама          | 57,32 |           |
|       | Ронда Вайт         | Ямайка          | DQ    | R163.3(а) |

### Фінал
| Місце | Атлетка           | Країна          | Час   | Примітки |
| ----- | ----------------- | --------------- | ----- | -------- |
| 1     | Корі Картер       | США             | 53,07 |          |
| 2     | Далайла Мухаммад  | США             | 53,50 |          |
| 3     | Рістананна Трейсі | Ямайка          | 53,74 | PB       |
| 4     | Зузана Гейнова    | Чехія           | 54,20 | SB       |
| 5     | Леа Шпрюнгер      | Швейцарія       | 54,59 |          |
| 6     | Сейдж Ватсон      | Канада          | 54,92 |          |
| 7     | Касандра Тейт     | США             | 55,43 |          |
| 8     | Ейлід Дойл        | Велика Британія | 55,71 |          |